# Raw Magic
Raw Magic — студійний альбом американського блюзового музиканта Меджика Сліма і the Teardrops, що вийшов 1982 року на лейблі Alligator.

## Опис
Raw Magic був записаний у Франції у 1980 році на студії Studio Condorcet. Альбом містить 7 композицій, включаючи «Mama Talk to Your Daughter», «Mustang Sally», а також три власні пісні. Меджик Слім грає зі своїм гуртом The Teardrops, який включає гітариста Джуніора Петтіса, брата Сліма, басиста Ніка Голта та Нета Епплвайта ударника. Спродюсував альбом Дідьє Трікар.
Первісно матеріал альбому вийшов на французькому лейблі Isabel на двох LP In The Heart Of The Blues (1980) і Doing Fine (1981). 1982 року альбом перевиданий у США на Alligator на одному LP під назвою Raw Magic з дещо іншими треками та послідовністю.

## Список композицій
1. «You Can't Lose What You Ain't Never Had» (Маккінлі Морганфілд) — 6:32
2. «Gravel Road» (Морріс Голт) — 4:30
3. «Ain't Doing Too Bad» (Дедрік Мелоун) — 4:40
4. «Why Does a Woman Treat a Good Man So Bad» (Морріс Голт) — 4:45
5. «Mama Talk to Your Daughter» (Дж. Б. Ленор) — 3:48
6. «Mustang Sally» (Сер Мек Райс) — 7:54
7. «In the Heart of the Blues» (Морріс Голт) — 7:28

## Учасники запису
- Меджик Слім — вокал, гітара
- Джуніор Петтіс — гітара
- Нік Голт — бас-гітара
- Нейт Епплвайт — ударні

Технічний персонал
- Дідьє Трікар — продюсер
- Брюс Іглауер — продюсер [США]
- Боб Маккамант — дизайн обкладинки
- Марк ПоКемпнер — фотографія